# May Pen
May Pen é a capital e maior cidade da paróquia de Clarendon, Condado de Middlesex, Jamaica. No censo realizado em 2001 possuía 59.550 habitantes.
May Pen é um importante centro comercial banhado pelo rio Minho.
1. ↑  Statistical Institute of Jamaica. «May Pen Communities and Population». Consultado em 24 de abril de 2021